# پارک ملی التیاقاچ
پارک ملی التیاقاچ (به لاتین: Altyaghach National Park) یک پارک ملی در جمهوری آذربایجان است که در شهرستان خیزی واقع شده‌است.